# Ceratitis semipunctata
Ceratitis semipunctata är en tvåvingeart som beskrevs av Meyer 1996. Ceratitis semipunctata ingår i släktet Ceratitis och familjen borrflugor.
Artens utbredningsområde är Kongo. Inga underarter finns listade i Catalogue of Life.